# 堺市立原山ひかり小学校
堺市立原山ひかり小学校（さかいしりつ はらやまひかりしょうがっこう）は、大阪府堺市南区原山台4丁にある公立小学校

## 沿革
- 2018年（平成30年）4月 - 原山台小学校と原山台東小学校を統合して開校。ただし、統合校舎ができるまでは、原山台東小学校校舎を暫定校舎として継続使用[1]。
- 2020年（令和2年）4月 - 旧原山台小学校跡に建設した新校舎が完成し、移転開校[2]。

## 通学区域
- 栂・原山台[3]

## 進学先中学校
- 堺市立原山台中学校[4]

## 周辺
- 学校法人ふじ学園原山台幼稚園 - 公立小学校に進級する場合の進級前幼稚園
- 田村医院
- 原山公園
  - マルエス堺原山公園プール
- 堺市立原山台中学校 - 公立中学校に進学する場合の主な進学先中学校
- かきつばた公園

## 交通
- 南海泉北線 栂・美木多駅から、南海バス「234系統」泉北栂地区線（原山台回り）で「原山台センター」バス停下車。